# Johan Willem Weidner
Johan Willem Weidner (Zeist, 4 juli 1787- Haarlem, 24 mei 1864) was een Nederlands dirigent en klarinettist. 

## Leven en werk
Weidner was een zoon van Johann Balthasar (Jan) Weidner, die gelegerd was in Kamp Zeist en Catharina Bernardina Ulders. Weidner werd al op jeugdige leeftijd muzikant in het leger. Hij diende bij verschillende regimenten in het Franse leger. In 1814 werd hij benoemd tot kapelmeester van de stedelijke schutterij van Haarlem, een orkest dat de voorloper was van het Noordhollands Philharmonisch Orkest. In 1818 werd hij tevens benoemd tot stadsmuziekmeester. Weidner was gedurende een periode van bijna vijftig jaar kapelmeester van de Haarlemse schutterij. In februari 1859 werd hij benoemd tot ridder in de Orde van de Eikenkroon. In 1863 legde hij zijn functies van kapelmeester en stadsmuziekmeester neer. Het College van Burgemeester en Wethouders beloonde hem voor zijn langdurig dienstverband met een gouden snuifdoos.
Weidner trouwde in 1810 te Haarlem met Maria Elisabeth van Haarlem. Uit het huwelijk werden onder anderen de volgende kinderen geboren Carel Louis Weidner (muzikant), Wigbold Balthazar Weidner (muzikant) en Willem Frederik Weidner (kunstschilder). Alle drie waren ook als muzikant verbonden aan de Haarlemse schutterij.
- Nederlandse Thesaurus van Auteursnamen: 171411722
- Virtual International Authority File: 291600199
- WorldCat: E39PBJkpbhWW4CVRrkbgbt8Hmd